# カクベンケイガニ
カクベンケイガニ（角弁慶蟹、学名 Parasesarma pictum ）は、十脚目ベンケイガニ科（旧分類はイワガニ科）に分類されるカニの一種。東アジア熱帯・温帯域の海岸に生息する中型のカニである。Sesarma pictum De Haan, 1835 は本種のシノニムである。

## 形態
成体の甲幅は20mm前後で、アカテガニやベンケイガニより小さい。甲は横がやや長い長方形で、額の中央が窪み、その両側が弱く隆起してゴツゴツした印象になる。甲側縁の鋸歯は、眼窩の外側が前方に僅かに尖る1歯のみで、他に切れ込み等はない。成体の体色は、甲は黒の地に黄褐色の小さな斑点が散在する。鉗脚は赤褐色-赤紫色を帯び、表面に小さな顆粒が散在する。歩脚は褐色で、暗色斑が散在する。
類似種は多いが、ユビアカベンケイガニやクシテガニは鉗脚の指部が明瞭に赤いこと、フタバカクガニは甲側縁に2歯があり体色も紫色を帯びないこと、クロベンケイガニは大型で体表に斑点模様がないこと、イワガニは甲表面が斑点模様ではなく横縞模様になることで区別できる。

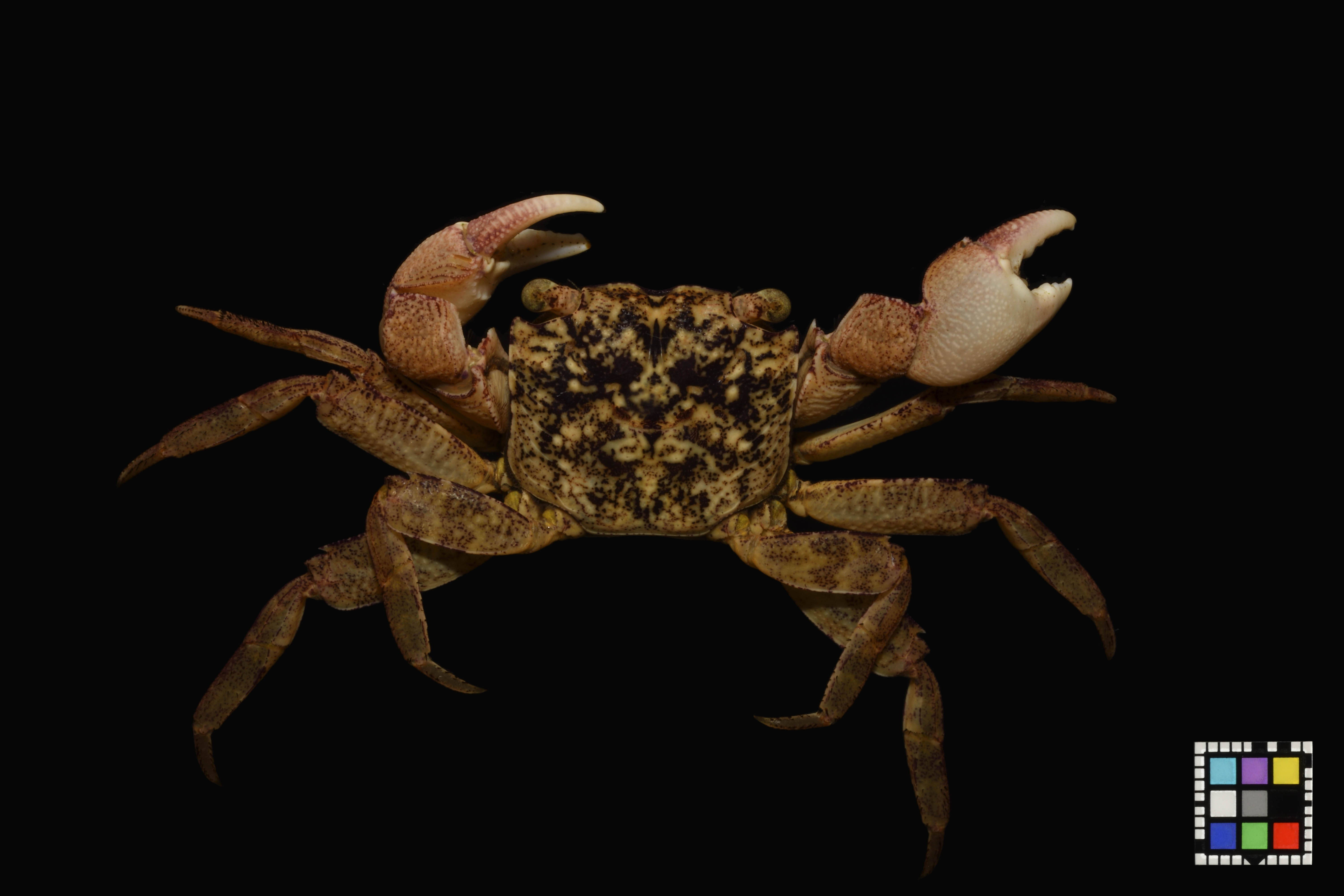
カクベンケイガニのオスの背面。福岡県今津干潟。

## 生態
日本、中国大陸東岸、朝鮮半島、台湾に分布する。日本では日本海側は秋田県以南、太平洋側は房総半島以南に分布する。
海岸の飛沫帯（波飛沫が掛かる程度の区域）に生息し、潮が引くと潮間帯上部にも進出する。水には入らないが海から遠く離れることもなく、フナムシと同様の生活をする。河口等の汽水域では海水の影響が強い岩場に多い。また改修が加えられた港等の人工海岸でも見られる。本種が見られないのは固い地盤が全くない軟泥干潟くらいである。また本種より陸寄りにアカテガニ、海寄りにイワガニ、さらに海中にはイソガニやヒライソガニ等が生息し、棲み分けがみられる。
動きは素早く、敵が近づくと岩等の物陰へ逃げこむ。食性は雑食性で、生物遺骸や海藻を食べるほか、貝類やフナムシ等の小動物も捕食する。
本種は食用にはならないが、クロダイ等の釣り餌に使われることがある。

## 類似種
ユビアカベンケイガニ Parasesarma tripectinis (Shen, 1940)
甲幅15mmほどで、カクベンケイガニより小型。和名通り鉗脚の指部が赤い。また甲の凹凸はごく弱く、体色は黄褐色が強い。西日本から台湾まで分布し、汽水域の砂泥干潟やヨシ原に生息する。
クシテガニ P. plicatum (Latreille, 1803)
別名オオユビアカベンケイガニ。甲幅30mmに達し、カクベンケイガニより大型。別名の通り鉗脚指部が赤いが、ユビアカベンケイガニとちがい朱色に近い。標準和名は鉗脚指部の上に櫛のような2本の切れ込みに因む。西日本を含むインド太平洋沿岸部の熱帯・温帯域に広く分布し、汽水域のヨシ原や転石地に生息するが、日本では生息地が少ない。
フタバカクガニ Perisesarma bidens (De Haan, 1835)
甲幅25mmほど。甲側縁に鋸歯が2個あるのでカクベンケイガニと区別でき、体色も全体的に黄褐色が強い。西日本を含むインド太平洋沿岸の熱帯・温帯域に分布する。カクベンケイガニと同居するが内湾環境を好み、砂泥干潟やマングローブで個体数が多い。

## 画像ギャラリー

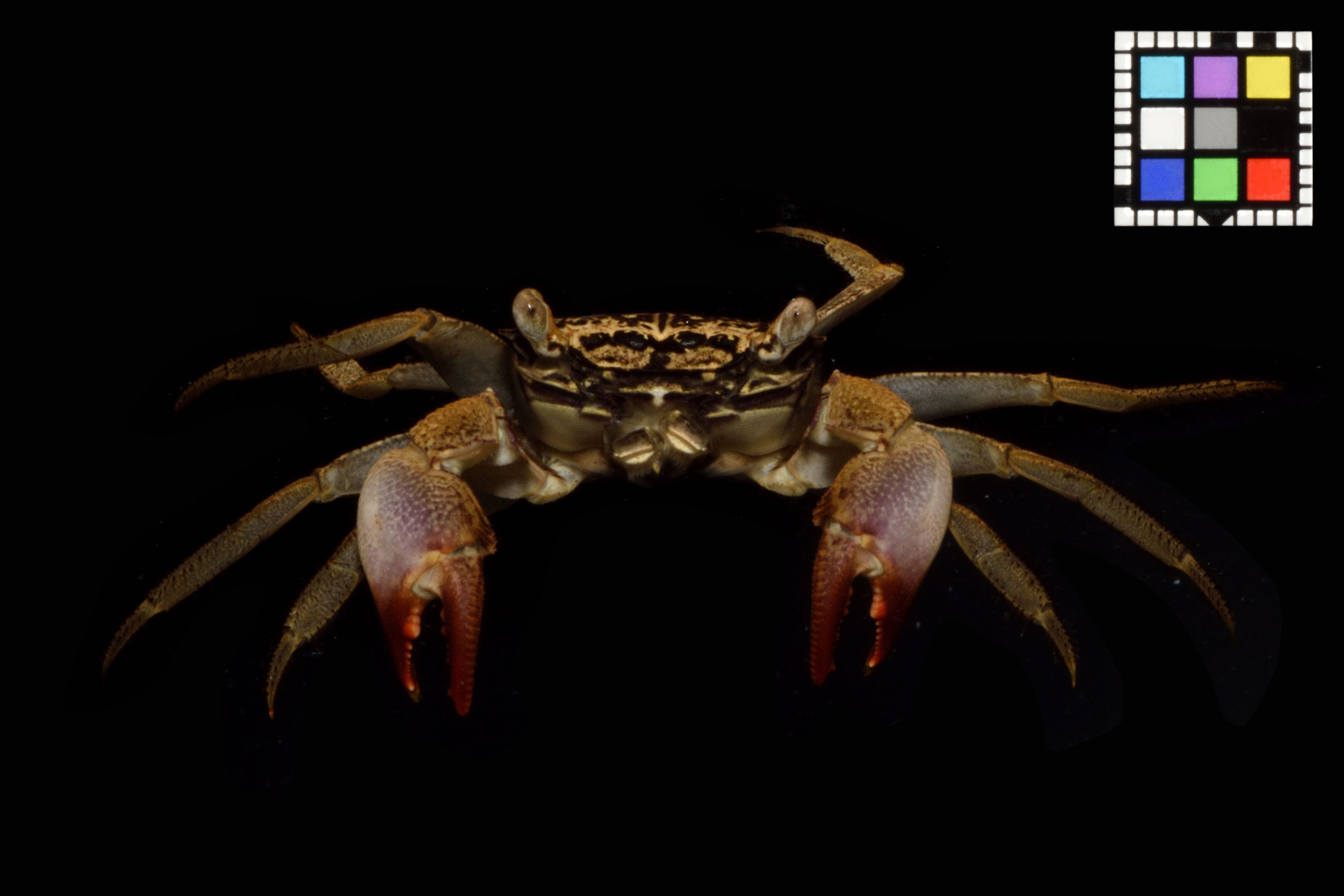
ユビアカベンケイガニのオス（屋久島）。
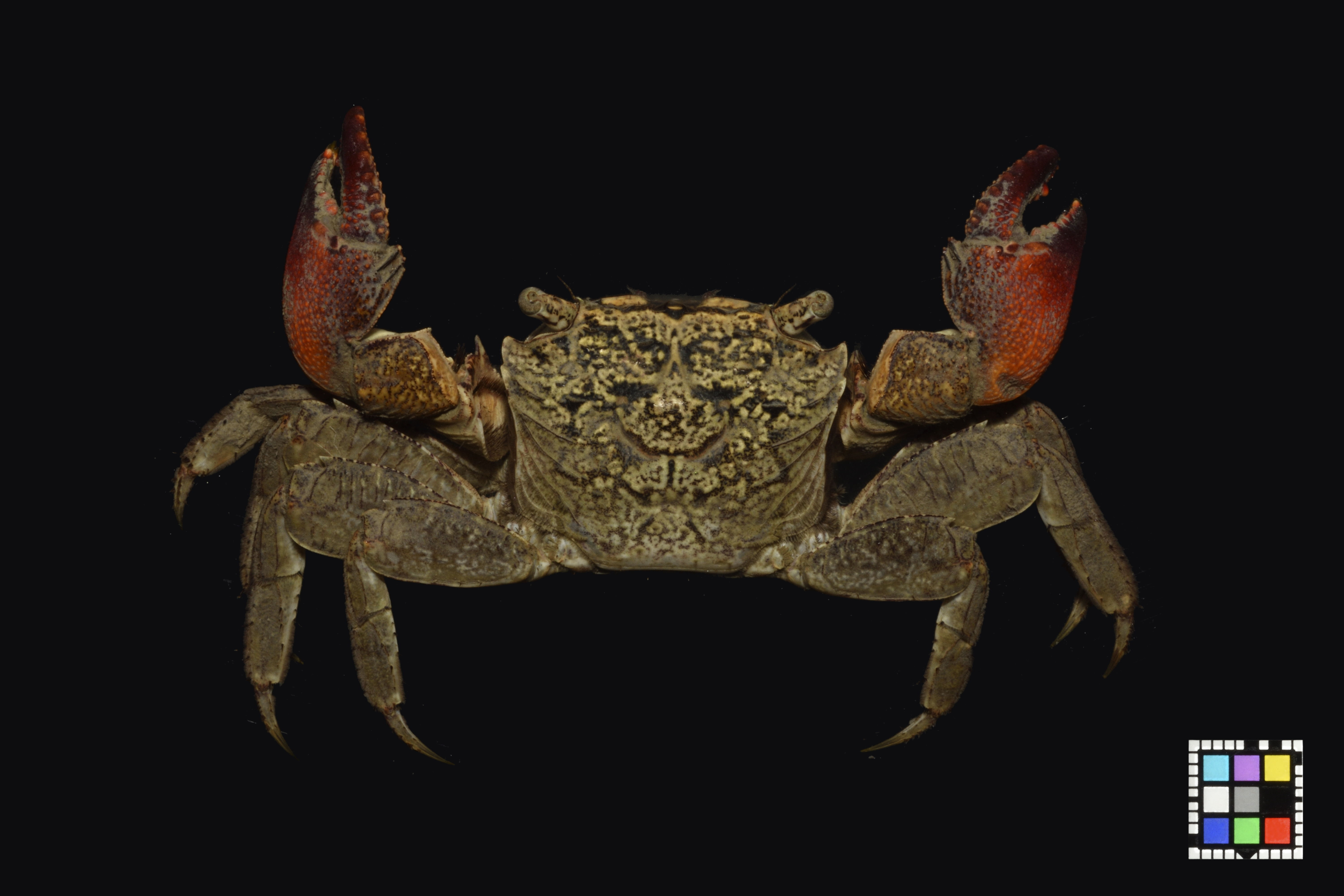
クシテガニのオス（有明海沿岸）。
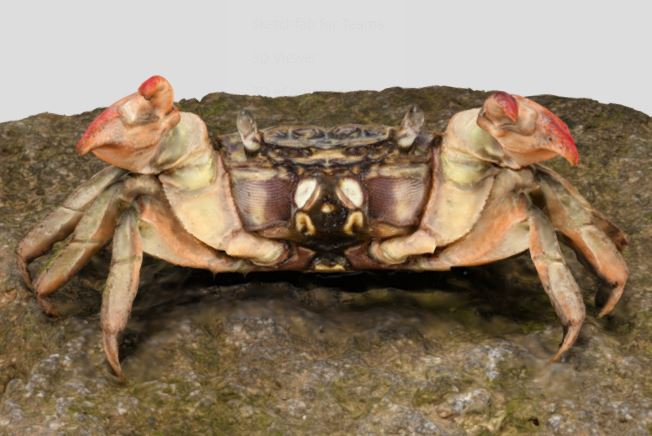
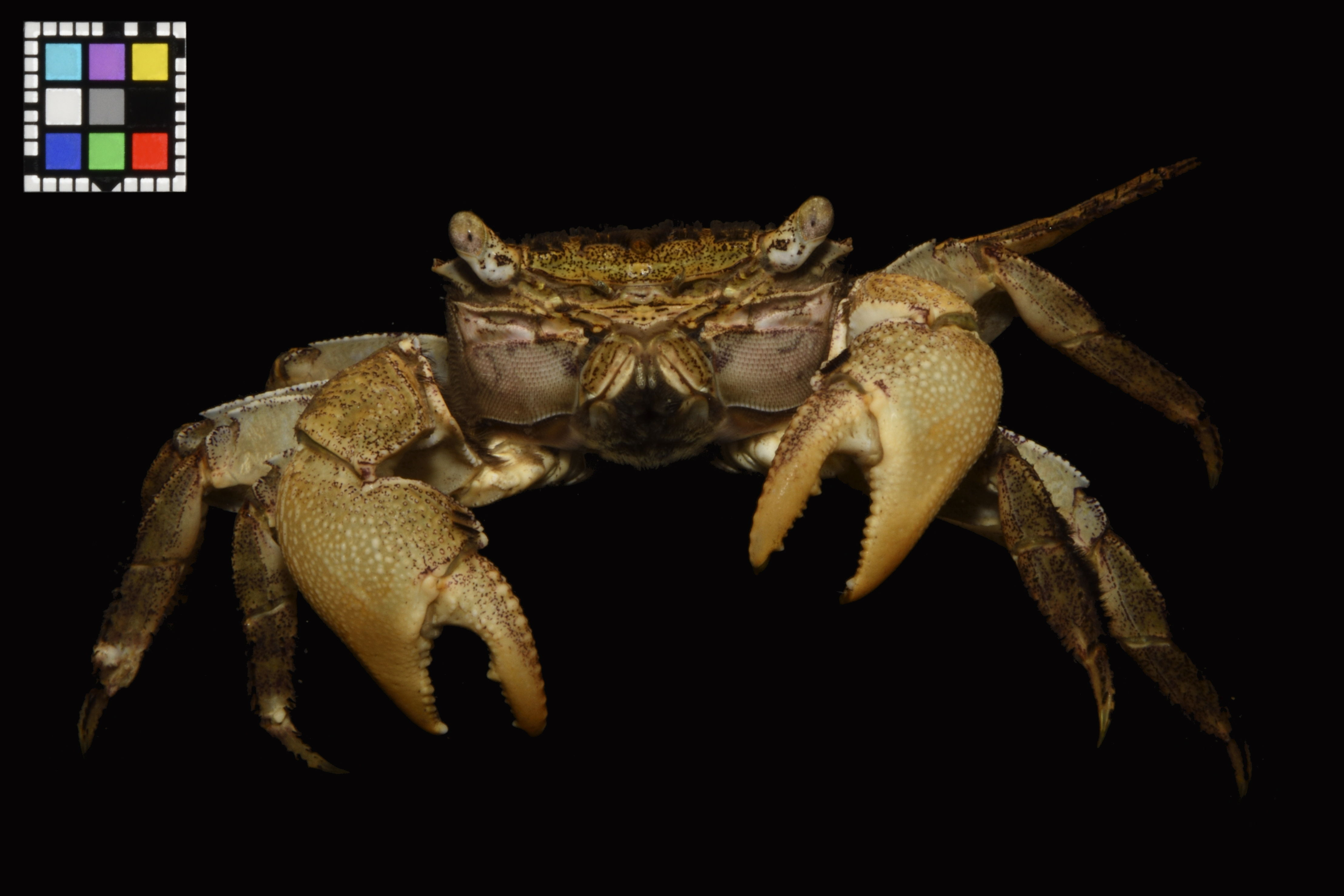
フタバカクガニのオス（福岡県古賀市）。
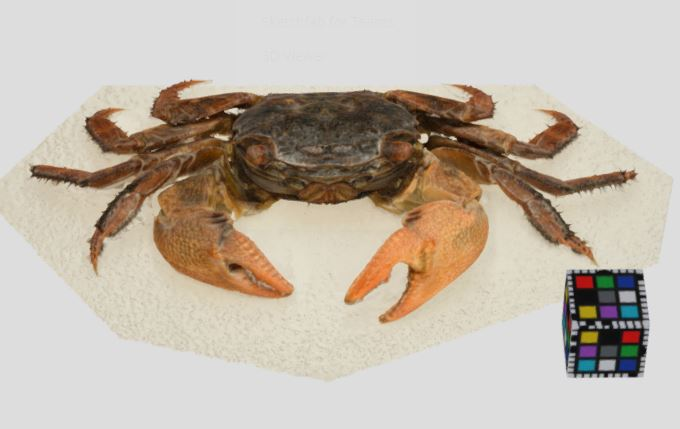